# Джейми Бамбър
Джейми Сейнт Джон Бамбър Грифит (на английски: Jamie St John Bamber Griffith) е британски актьор.

## Биография
Роден е на 3 април 1973 г. в Хамърсмит, Лондон, Великобритания. Завършва романска филология (италиански и френски език) в Кеймбриджкия университет. Известен е с ролите си в телевизионните сериали „Бойна звезда: Галактика“ от 2004 г., „Шепот от отвъдното“ и „Забравени досиета“. От 2003 г. Бамбър е женен за актрисата Кери Нортън.

## Филмография
- „Бойна звезда: Галактика (2004)“ - 2004 - 2009 г.
- „Бойна звезда: Галактика: Острие“ - 2007 г.
- „Шепот от отвъдното“ - 2007 г.
- „Бойна звезда: Галактика (минисериал)“ - 2003 г.
- „Забравени досиета“ - 2007 г.